# Маска (підводне плавання)

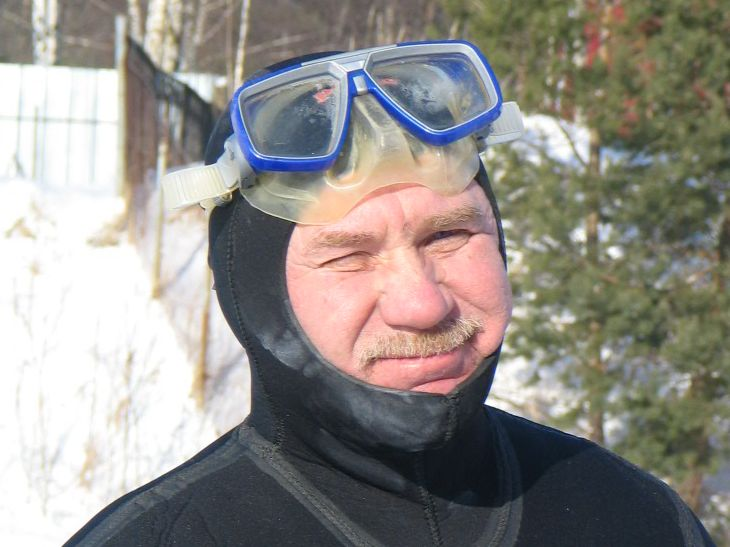
Сучасна підводна маска

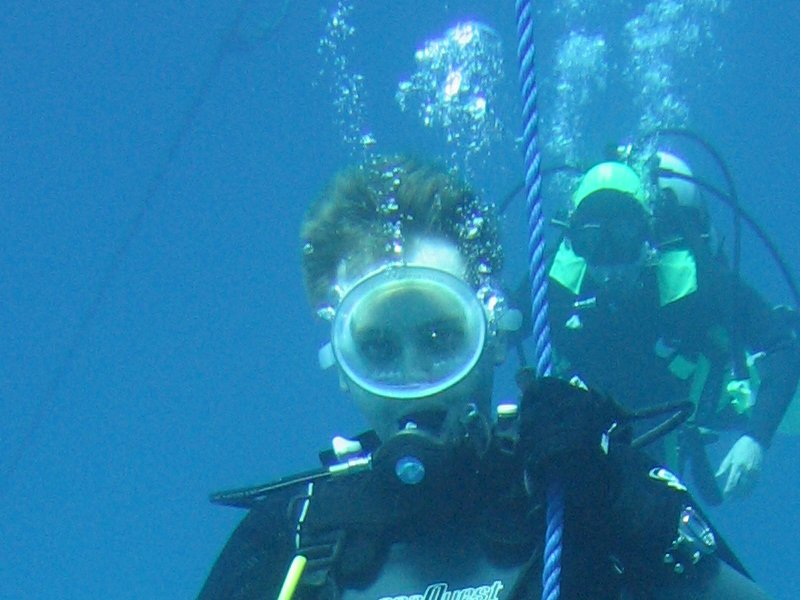
Класична підводна маска

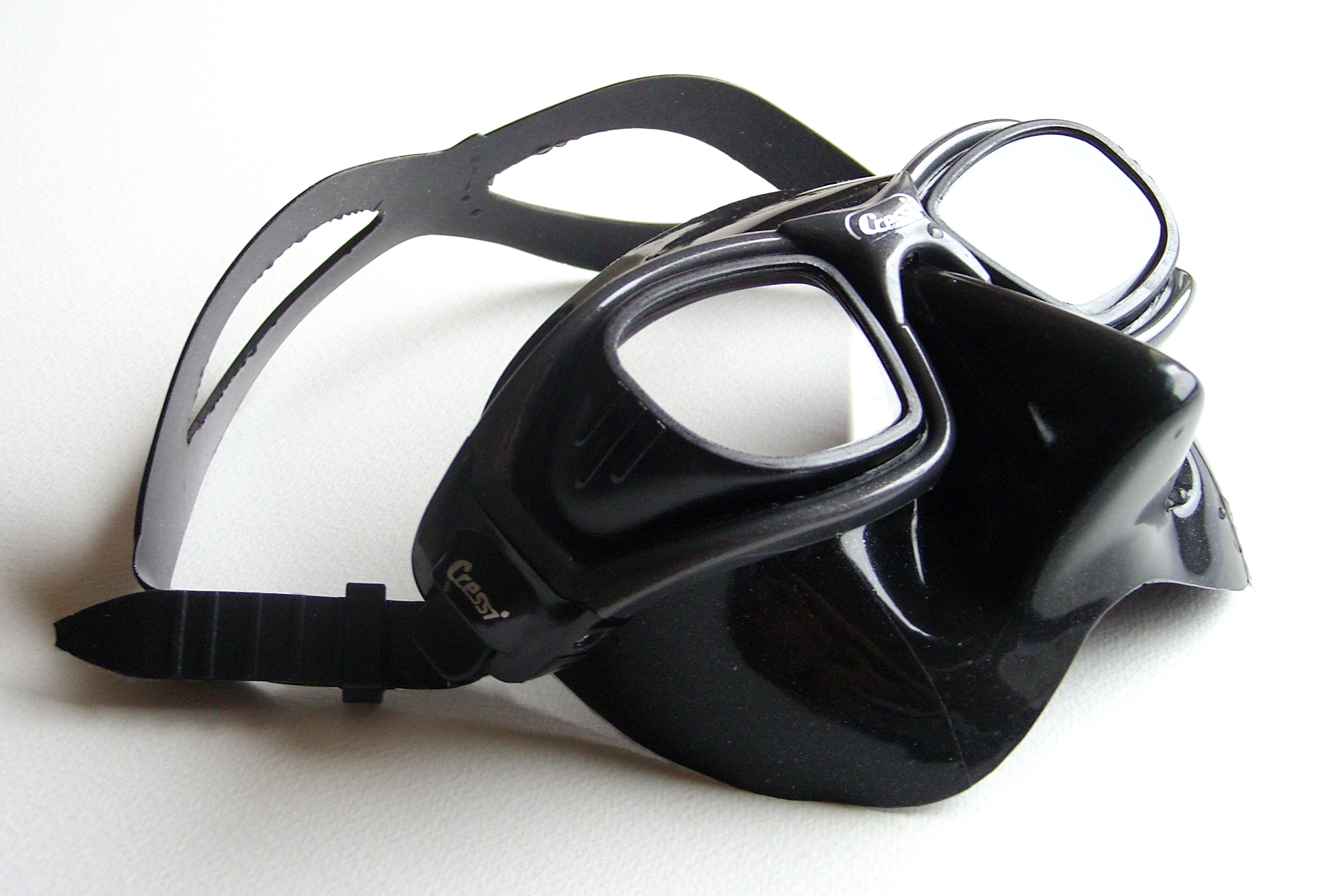
Малооб'ємна маска для фридайвінгу

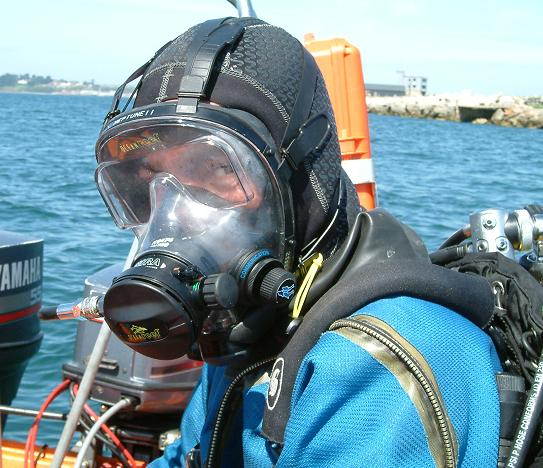
Маска з вбудованим модулем зв'язку

Маска — предмет спорядження для підводного плавання який дозволяє плавцю дивитися під водою.
Маска сконструйована таким чином, щоб плавець міг продути маску, зробивши видих носом. Це необхідно для запобігання «обтиску» особи, коли тиск зовнішнього середовища зростає (при зануренні).
Маска складається з:
- Обтюратора — м'якого корпусу з силікону або гуми, який забезпечує герметичність маски[1] ;
- Корпусу — жорсткого обідка, в який вставляються один або декілька ілюмінаторів;
- Власне ілюмінаторів із стеклами або з лінзами для корекції зору;
- Прикрілюючого ремінця з засувками;
- Вбудованого клапана для видалення води (не у всіх моделях).

Корпус маски може бути як кольоровим, так і прозорим.
Існує два типи масок: сучасні та класичні.
Перевагою масок класичної конструкції є великий овальний ілюмінатор, що забезпечує великі кути огляду. Недоліки є продовженням достоїнств:
- Досить великий обсяг підмасочного простору
- Труднощі при затискуванні носа однією рукою під час продувки, доводиться затискати ніс вказівними пальцями обох рук, так як великий ілюмінатор і регулятор в роті заважають дістати до носа.

Існують також повнолицеві маски, які мають вбудований регулятор, і, за наявності спеціального пристрою, можуть забезпечувати голосовий зв'язок між аквалангістами. В даний час такі маски застосовуються в основному технічними дайверами.
Вартість таких масок дуже висока, що обмежує їх поширення.

## Функціонування
Заломлення світла під водою, яке попадає в маску призводить до збільшення об'єктів приблизно на 34 % і робить їх ближчими на 25 % ніж вони є насправді. Оскільки дайвер занурюється у чисту воду, вода діє як кольоровий фільтр, що відсіює червоний колір із видимого спектра сонячного світла, що потрапляє у воду, залишаючи лише синій спектр. В залежності від глибини і прозорості води, урешті-решт усе сонячне світло буде поглинуте водою і дайверу доведеться користуватися лише штучним джерелом світла аби бачити під водою.
Різні коригувальні лінзи можна розмістити в середині поверхні скла маски, для коригування вад зору під водою. При підводному плаванні також можна використовувати контактні лінзи разом із маскою. Подвійні купольні маски дозволяють зберегти природний розмір при підводному спостереженні і кут зору, в той час дозволяють внести корекцію для деякого діапазону короткозорості.

## Вибір маски
Існує досить багато типів і моделей масок, пропонованих різними фірмами-виробниками. Щоб зробити правильний і обґрунтований вибір необхідно врахувати наступні рекомендації:
1. Скляні ілюмінатори маски повинні бути безпечного виконання (бути загартованими) і мати маркування TEMPERED або SAFETY;
2. Обойма кріплення скла повинна бути виконана з ударостійкої пластмаси або нержавіючої сталі, а скло повинне бути міцно закріплено в обоймі;
3. Велике значення для комфортного плавання має наявність зручного механізму регулювання натягу потиличного ремінця. Сучасні механізми дозволяють виробляти остаточну підгонку вже одягненої маски шляхом натискання на фіксатори ременя і пересування ременя в потрібному напрямку. Бажано, щоб осі механізму були виконані з нержавіючої сталі, і зовсім добре, якщо механізм дозволяє регулювати кут фіксації потиличного ременя у вертикальній площині;
4. Потиличний ремінь повинен бути роздвоєним в середній частині для забезпечення надійної фіксації маски на голові плавця;
5. Маска повинна мати або фасонний виступ для носа, або спеціальну нішу в нижній частині для забезпечення вирівнювання тиску в порожнині середнього вуха плавця;
6. Якщо Ви плануєте придбати маску тільки для пірнання із затримкою дихання (підводного полювання), то Вам найбільш підійде маска з малим об'ємом підмасочного простору. Це обумовлено декількома причинами. По-перше, обмеженим запасом повітря легенями водолаза, який необхідний для вирівнювання тиску всередині маски в процесі занурення. По-друге, з малого об'єму легше видалити воду, яка може потрапити в маску. І по-третє, маленька маска має відносно більший кут огляду, що важливо при нетривалому зануренні;
7. Якщо Ви маєте проблеми із зором, то краще вибрати маску зі змінними корегуючими лінзами. Зазвичай це маски з розділеним ілюмінатором;
8. Якщо Ви плануєте занурюватися з аквалангом, то можна рекомендувати маски з єдиним оглядовим склом, що дає можливість ефективно боротися з запотівання скла шляхом промивання ілюмінатора водою зсередини маски. Воду після промивання можна видалити видихнувши в маску повітря через ніс. Великий обсяг підмасочного простору в цьому випадку не відіграє суттєвої ролі, оскільки є достатня кількість повітря для вирівнювання тиску всередині маски і видалення води з неї;
9. Нарешті, найвідповідальніший етап. Вибравши маску яка вас влаштовує, злегка притисніть її до обличчя. М'який фланець маски повинен прилягати до обличчя щільно і рівномірно по всьому периметру. Після цього зробіть вдих носом, при цьому маска повинна «прилипнути» до обличчя, і протриматися 3 — 4 секунди, в іншому випадку потрібна примірка іншої маски. В ідеалі маску потрібно перевіряти безпосередньо у воді, так як буває, що герметична на повітрі маска починає протікати у воді.

Також потребує заміни маска, що залишає після використання болючий слід від фланця на обличчі плавця.

## Експлуатація
При користуванні маскою уникайте ударів оглядового скла об тверді предмети. Якщо все ж під час підводного занурення Ви розкололи скло, то нахиліть голову обличчям вниз, акуратно зніміть головний ремінь, а потім відокремте маску від особи вниз. Спливати слід тримаючи обличчя вниз, по можливості не закриваючи очей і злегка рухаючи голову з боку в бік.
Догляд за маскою під час експлуатації полягає насамперед у ретельному обполіскуванні її чистою прісною водою після занурень і періодичному знежирюванні внутрішньої поверхні ілюмінатора. Не допускайте попадання на гумові деталі масел, жирів, а також не залишайте маску на сонці. При транспортуванні рекомендується зберігати маску в будь-якій жорсткій упаковці, що захищає гуму від перегинів, а скло від пошкоджень.
Після завершення плавального сезону, перед тим, як прибрати маску на тривале зберігання, необхідно ретельно промити її теплою водою з милом, відстебнути потиличний ремінець від застібок, всі деталі просушити, щільно закрити в пластиковому пакеті і покласти в сухе прохолодне місце. Для масок з силіконової гуми можна рекомендувати консервацію силіконовим кремом (мастилом) з подальшим зберіганням в герметичному пластиковому пакеті.